# Ernæring
Ernæring er processen der forsyner celler og organismer med de nødvendige materialer til livets opretholdelse. 
Ernæring kan betyde både organismens indtagelse af næringsstoffer som kulhydrater, fedtstoffer, proteiner, vitaminer, mineraler og vand, samt organismens anvendelse af disse næringsstoffer. 
Med diæt menes en afpasset kost for en person. Kliniske diætister er sundhedspersonale, der beskæftiger sig med den menneskelige ernæring, planlægning af måltider og disses økonomi og tilberedelse. De er trænede i at give evidensbaseret rådgivning omkring diæt til individer, både raske og syge, samt til institutioner. Også sygeplejersker, social- og sundhedsassistenter og -hjælpere får nogen skoling i ernæringslære.

## Ernæring og sundhed
En dårligt sammensat diæt kan have stor indflydelse på helbredet, og kan føre til mangelsygdomme som skørbug og kwashiorkor. Ligeledes kan helbredsskadelige tilstande som overvægt og metaboliske forstyrrelser tilbageføres til diæten, ligesom almindelige kroniske kredsløbssygdomme som diabetes og knogleskørhed kan det.
Tilsvarende kan mange almindelige sundhedsproblemer forebygges eller afhjælpes gennem en sund diæt. Til eksempel kan blodsukkeret reguleres ved at indtage chrom, magnesium, mangan og visse B-vitaminer, hvilket kan afhjælpe følgerne af sukkersyge eller måske endda forebygge det helt. På samme vis har hvidløg en let blodfortyndende virkning, hvilket gavner kredsløbet og hjertet.

### Ernæringsterapi
Med ernæringsterapi menes overordnet anvendelsen af målrettede kostændringer som led i behandling af sygdom.
Indenfor den kliniske diætetik, i Danmark praktiseret af kliniske diætister, i Norge af kliniske ernæringsfysiologer, er fokus på tilpasning af energiindtag og beregning af næringsstofindtag i forhold til gældende anbefalinger (bl.a. NNR – Nordiske Næringstof Rekommandationer).[kilde mangler]
Indenfor den alternative eller komplementære kostvejledning i Danmark blev begrebet ernæringsterapi kædet sammen med en mere helhedsorienteret opfattelse af kost. Ved ernæringsterapeutisk vejledning tages især hensyn til individuelle forhold omkring fødevarereaktioner, ernæringsmæssige mangler, funktionsforstyrrelser i nedbrydning og absorption af næringsstoffer, inflammatorisk effekt af kosten, regulering af tarmens mikrobiota og afgiftningsfunktion.